# Granule presolare

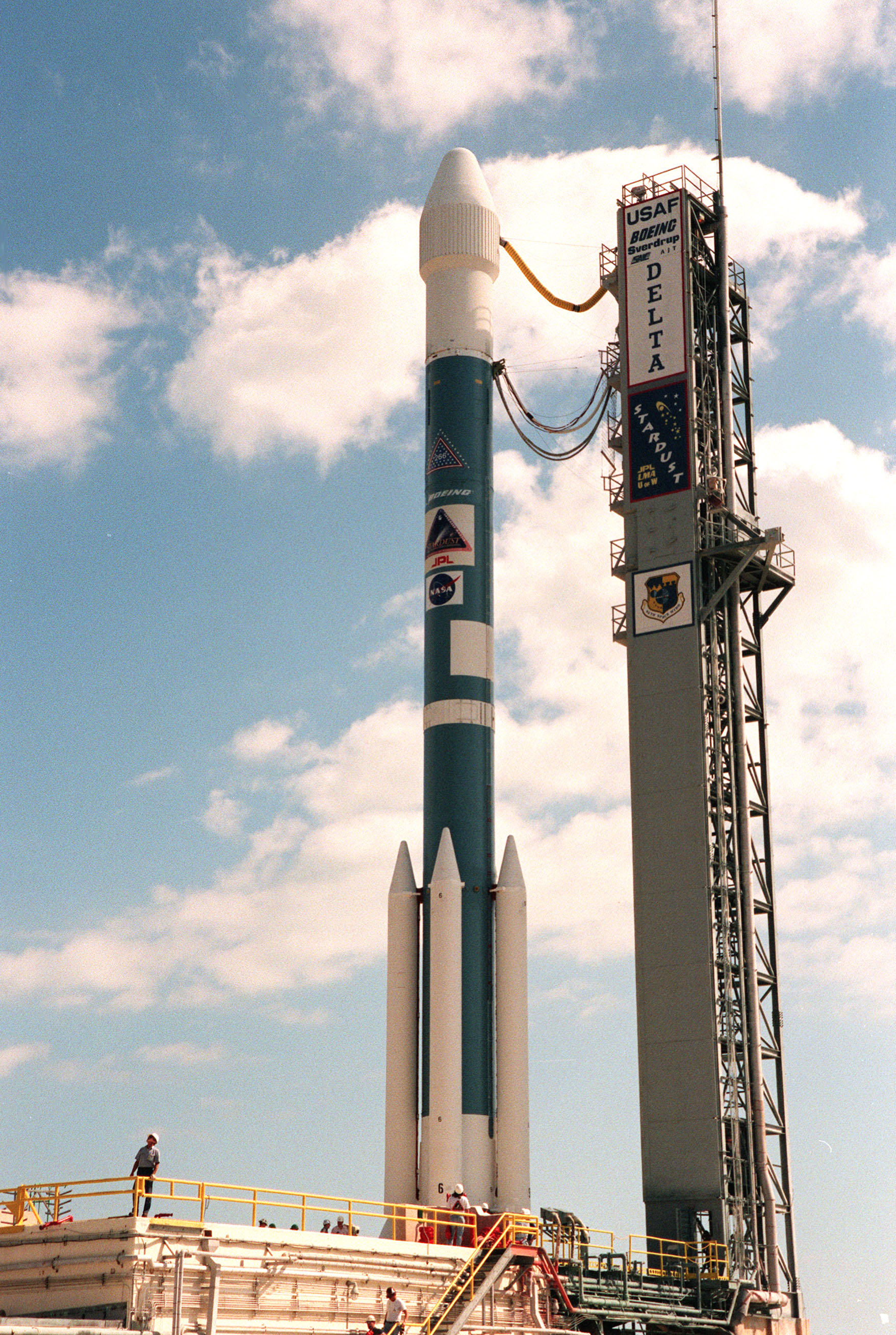
Racheta Boeing Delta II care transportă sonda spațială Stardust în așteptarea lansării. Stardust a avut o întâlnire strânsă cu cometa Wild 2 în ianuarie 2004 și a colectat, de asemenea, praf interstelar care conține granule interstelare pre-solare.

Granulele presolare sunt materie solidă interstelară sub formă de granule solide minuscule, care au apărut la un moment înainte de formarea Soarelui (presolar: înainte de Soare). Granulele presolare de praf de stele formate în gazele de scurgere și răcire din stelele presolare anterioare.
Nucleosinteza stelară care a avut loc în cadrul fiecărei stele presolare dă fiecărei granule o compoziție izotopică unică acelei stele părinte, care diferă de compoziția izotopică a materiei sistemului nostru solar, precum și de media galactică. Aceste semnături izotopice adesea amprentă procese nucleare astrofizice foarte specifice care au avut loc în interiorul stelei părinte și dovedesc originea lor presolară.

## Legături externe
- Presolar grain research
- Presolar grains in meteorites
- Moving Stars and Shifting Sands of Presolar History
- Presolar Grains in Meteorites: An Overview and Some Implications